# Aplerbeck
Aplerbeck è uno dei 12 distretti urbani (Stadtbezirk) della città tedesca di Dortmund.

## Suddivisione
Il distretto urbano di Aplerbeck è suddiviso in cinque distretti statistici (Statistischer Bezirk):
- Aplerbeck
- Berghofen
- Schüren
- Sölde
- Sölderholz